# Canton d'Elne
Le canton d'Elne est une ancienne division administrative française, située dans le département des Pyrénées-Orientales et la région Languedoc-Roussillon.

## Composition
Le canton d'Elne regroupe 7 communes :
| Nom                   | Code Insee | Intercommunalité                                       | Superficie (km2) | Population (dernière pop. légale) | Densité (hab./km2) |
| --------------------- | ---------- | ------------------------------------------------------ | ---------------- | --------------------------------- | ------------------ |
| Elne (chef-lieu)      | 66065      | CC des Albères, de la Côte Vermeille et de l'Illibéris | 21,29            | 8 556 (2014)                      | 402                |
| Bages                 | 66011      | CC des Albères, de la Côte Vermeille et de l'Illibéris | 11,95            | 4 033 (2014)                      | 337                |
| Corneilla-del-Vercol  | 66059      | CC Sud Roussillon                                      | 5,43             | 2 190 (2014)                      | 403                |
| Montescot             | 66114      | CC Sud Roussillon                                      | 6,02             | 1 756 (2014)                      | 292                |
| Ortaffa               | 66129      | CC des Albères, de la Côte Vermeille et de l'Illibéris | 8,49             | 1 245 (2013)                      | 147                |
| Théza                 | 66208      | CC Sud Roussillon                                      | 4,83             | 1 780 (2014)                      | 369                |
| Villeneuve-de-la-Raho | 66227      | CU Perpignan Méditerranée Métropole                    | 11,41            | 3 854 (2014)                      | 338                |

## Histoire
Le canton d'Elne est créé en 1790 puis démembré à partir de 1801 entre les cantons de Perpignan-Est et de Thuir.
Le canton d'Elne est recréé en 1982 (décret n° 82-84 du 25 janvier 1982) lors de la division du canton de Perpignan-IV dont il a récupéré les communes de Corneilla-del-Vercol, Elne, Montescot, Théza et Villeneuve-de-la-Raho.
Les communes de Bages et Ortaffa, qui avaient appartenu au premier canton d'Elne, puis au canton de Thuir, lui ont été rattachées par décret n° 85-149 du 31 janvier 1985.

## Représentation

### Liste des conseillers généraux de 1982 à 2015
| Période                                  | Période | Identité        | Étiquette    | Qualité |
| ---------------------------------------- | ------- | --------------- | ------------ | --- |
| 1982                                     | 2001    | Narcisse Planas | PCF puis DVG | Artisan serrurier, maire d'Elne (1965-1995) Ancien conseiller général du Canton de Perpignan-4                                        |
| 2001                                     | 2015    | Marcel Mateu    | DVG          | Employé, adjoint au maire d'Elne (de mars 2001 à avril 2010) vice-président du conseil général conseiller régional (depuis mars 2010) |
| Les données manquantes sont à compléter. |         |                 |              | |

### Historique des élections

#### Élection de 2008
Les élections cantonales de 2008 ont eu lieu les dimanches 9 et 16 mars 2008. 
Abstention : 25,86 % au premier tour, 38,14 % au second tour.
| Candidat       | Parti | %       | Voix |
| -------------- | ----- | ------- | ---- |
| Marcel Mateu   | PS    | 64,95 % | 6125 |
| Dominique Woch | UMP   | 35,05 % | 3305 |

| Candidat       | Parti | %       | Voix |
| -------------- | ----- | ------- | ---- |
| Marcel Mateu   | PS    | 33,75 % | 3852 |
| Nicolas Garcia | PCF   | 31,57 % | 3603 |
| Dominique Woch | UMP   | 25,67 % | 2930 |

## Démographie
| 1982   | 1990   | 1999   | 2006   | 2011   | 2012   |
| ------ | ------ | ------ | ------ | ------ | ------ |
| 13 264 | 17 162 | 18 588 | 20 907 | 22 526 | 22 823 |